# Daniela Ilian
Daniela Ilian (* 1948, nach anderen Quellen 1950, in Hohenems, Vorarlberg) ist eine österreichische Schauspielerin.

## Leben
Daniela Ilian wuchs in Feldkirch in Vorarlberg auf. Sie erhielt zunächst privaten Schauspielunterricht und legte 1967 ihre Eignungs- und Kontrollprüfungen am Mozarteum Salzburg ab. Ihre Schauspielausbildung absolvierte sie von 1980 bis 1982 am Lee Strasberg Theatre and Film Institute in New York City.
Nach ihrer Ausbildung erhielt sie ihr erstes Engagement in der Spielzeit 1982/83 am „Theater am Saumarkt“ in Feldkirch. Es folgten zahlreiche Theaterengagements in Deutschland und Österreich. Von 1984 spielte sie bis zum Ende der Spielzeit 1988/89 in mehreren Produktionen an der Kleinen Komödie Wien. In der Spielzeit 1985/86 war sie mit den Badischen Kammerschauspielen Freiburg auf einer Deutschland-Tournee. 1986 war sie am Stadttheater Baden engagiert.
Ab Ende der 90er Jahre wirkte sie in zahlreichen freien Wiener Theaterproduktionen mit, u. a. am „Helios Theater“ und am „Theater Spielraum“. Von 2007 bis 2010 war sie am Operettenhaus Hamburg die Zweitbesetzung für die Rolle der Maria Wartberg im Udo-Jürgens-Musical Ich war noch niemals in New York. Anschließend war sie ab Winter 2010 ein Jahr auf den AIDA-Kreuzfahrtschiffen als Schauspielerin und Sängerin engagiert.
2014 gastierte sie bei den Sommerfestspielen Klosterneuburg bei Wien als Gräfin Bruckner (im Original: Lady Bracknell) in Bunbury. Im Frühjahr 2015 spielte sie beim „Theater Partout“ im Lübecker Theaterhaus die Rolle der verwitweten, pensionierten Lehrerin Lily Harrison in der Zwei-Personen-Komödie Sechs Tanzstunden in sechs Wochen.
2016 spielte sie bei den Rosenberg-Festspielen in Kronach die Claire Zachanassian im Dürrenmatt-Stück Der Besuch der alten Dame. 2018 gastierte sie dort erneut, diesmal als pensionierte Lehrerin Signora Cristina in einer Don Camillo und Peppone-Bühnenfassung und als Marzelline in Figaros Hochzeit oder der tolle Tag.
Ilian wirkte auch bei mehreren interaktiven Theaterproduktionen mit, führte Regie im Kinder-, Jugend- und Erwachsenentheater und gab Chansonabende und Lesungen.
Daniela Ilian stand auch für einige Film- und Fernsehproduktionen vor der Kamera. Sie wirkte in mehreren Kurzfilmen und österreichischen Fernsehserien mit. In der 14. Staffel der TV-Serie SOKO Kitzbühel (2015) übernahm sie, an der Seite von Bernd Tauber, eine der Episodenrollen als Ehefrau eines tatverdächtigen Tiroler Harfenbaumeisters. Außerdem war sie vielfach als Werbedarstellerin tätig.
Daniela Ilian lebt seit vielen Jahren in Wien.

## Filmografie (Auswahl)
- 2003: Julia – Eine ungewöhnliche Frau: Schotter (Fernsehserie, eine Folge)
- 2007: Mitten im 8en (Fernsehserie, eine Folge)
- 2008: The Errand of Angels (Kinofilm)
- 2013: Für tot erklärt (Kurzfilm)
- 2015: SOKO Kitzbühel: Blutsbande  (Fernsehserie, eine Folge)
- 2017: Tiger Zinda Hai (Kinofilm)